# 侯金良
侯金良（1965年—），男，中国天体物理学家，现任中国科学院上海天文台党委书记、副台长、研究员、博士生导师。曾任中国天文学会理事。